# Disney.com
Disney.com er en hjemmeside, ejet af The Walt Disney Company.
| Internet | Spire Denne internet-relaterede artikel er en spire som bør udbygges. Du er velkommen til at hjælpe Wikipedia ved at udvide den. |